# Artéria coronária esquerda
A artéria coronária esquerda, deixa a aorta acima da semilunar esquerda da válvula aórtica.
Tipicamente corre cerca de 1 a 25 mm e então se bifurca entre artéria descendente anterior e artéria circunflexa esquerda.
A parte que está entre a aorta e a bifurcação é conhecida como a artéria esquerda principal, enquanto o termo artéria coronária esquerda deve se referir somente à artéria esquerda principal ou à artéria esquerda principal e todos seus ramos. O entupimento dessa artéria causa a chamada morte súbita.

## Imagens adicionais

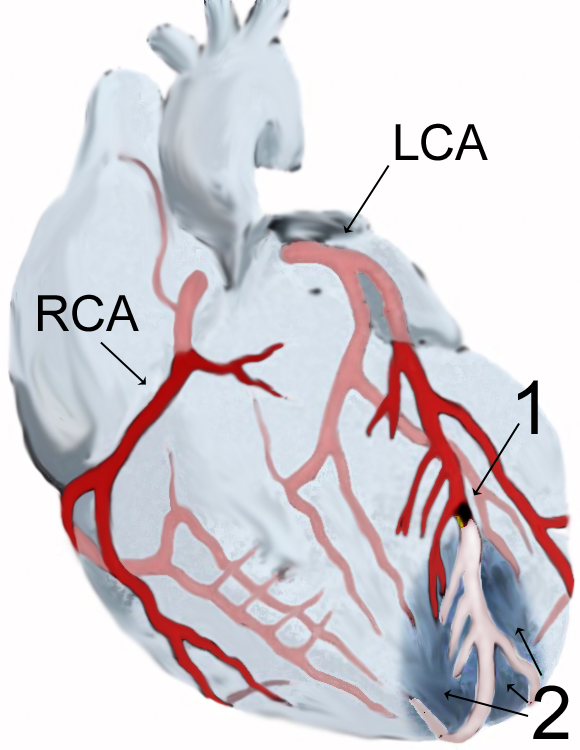
Diagrama de um infarto do miocárdio
Ramos da aorta.